# Louis de Boissy
Louis de Boissy foi um poeta satírico e dramaturgo francês, nascido em Vic-sur-Cère (Cantal), no dia 26 de novembro de 1964. Morreu em Paris em 19 de abril de 1758. Foi eleito membro da Academia Francesa em 1754.

## Biografia
Nascido numa família pobre, foi eclesiástico por um breve tempo. Ao chegar em Paris aos vinte anos, "sem fortuna, e com pressa de viver", ele se lança no gênero satírico, atacando, "sem reservas e sem distinção, tudo que havia de mais célebre na literatura". Em seguida, ele se afasta da sátira, dirigindo-se para a comédia e escreve, no espaço de trinta anos, por volta de cinquenta peças, tanto no estilo da comédia francesa quanto da italiana.  
Boissy conheceu consecutivamente as derrotas e o sucesso. Dentre as peças aplaudidas, a maioria são "Vaudevilles feitas para o momento e destinadas a passar com ele". Quanto ao autor, "tendo vivido muito pouco no mundo para o conhecer, e estudado muito pouco os homens para os ver bem, ele os pinta com toques mais leves que masculinos, mais fáceis que vigorosos. Também encontra-se em suas peças mais detalhes que grandes efeitos e mais retratos que personagens."
Uma comédia criada para a Comédie-Française em 1740, se destaca. "Deve-se, escreveu d’Alembert, citar com distinção os Dehors trompoeurs, peça de personagem e de intriga ao mesmo tempo, cheia de situações cômicas, escrita com elegância e facilidade" . La Harpe a considerou "da intriga, do interesse, dos personagens, das situações, da pintura dos costumes e dos detalhes cômicos. O estilo, ainda que melhor do que o de outras peças, é medíocre, mas, no todo, a obra é estimável: ele justificou a admissão do autor na Academia Francesa e o classificou entre os poetas cômicos." 
Todos os críticos notaram em Boissy sua grande facilidade para os versos, o que permitiu-lhe, diante da necessidade de abrandar sua miséria, alugar seus serviços de versificador para outros dramaturgos, aos quais faltava o dom poético. Afastado por muito tempo da Academia Francesa por causa da amarga lembrança de suas primeiras sátiras, ele ingressa aos sessenta 60 anos, sucedendo Philippe Néricault Destouches em 1754. Na mesma época entra na Gazzete, onde ele permanece pouco tempo, em seguida, na Mercure de France, que ele dirige de 1755 até o ano de sua morte, ocorrida no momento em que ele começa a sair enfim da indigência que se seguiu por toda a sua vida. 
Luis de Boissy, que casou-se com sua lavadeira, teve um filho Luis Michel de Boissy, que entrou como ele na literatura, mas num gênero que se opunha completamente ao seu. 

## Obras
Teatro
- L'Amant de sa femme, ou la Rivale d'elle-même, 1721
- L'Impatient, 1724
- Le Babillard,  1725
- Admète et Alceste, 1727
- Le Français à Londres, 1727
- La Mort d'Alceste, 1727
- Don Ramire et Zaïde, 1728
- L'Impertinent malgré lui, ou les Amants mal assortis, 1729
- Melpomène vengée, ou les Trois Spectacles réduits à un et les Amours des déesses à rien, 1729
- Le Triomphe de l'intérêt, 1730
- Momus exilé, ou le Je ne sais quoi, 1731
- La Critique, 1732
- La Vie est un songe, 1732
- L'Auteur superstitieux, 1732
- Les Étrennes, ou la Bagatelle, 1733
- Le Badinage, ou le Dernier Jour de l'absence, 1733
- La Surprise de la haine, 1734
- L'Apologie du siècle, ou Momus corrigé, 1734
- Les Billets doux, 1734
- Les Amours anonymes, 1735
- Le Comte de Neuilly, 1736
- Les Deux Nièces, ou la Confidente d'elle-même, 1737,
- La ****, 1737
- Le Pouvoir de la sympathie, 1738
- Le Rival favorable, 1739
- Les Talents à la mode, 1739
- Les Dehors trompeurs, ou l'Homme du jour, 1740
- L'Embarras du choix, 1741
- Le Mari garçon, 1742
- Paméla en France, ou la Vertu mieux éprouvée, 1743
- La Fête d'Auteuil ou la Fausse Méprise, 1743
- L'Époux par supercherie, 1744
- La Folie du jour, 1745
- Le Sage Étourdi, 1745
- Le Médecin par occasion, 1745
- Le Plagiaire, 1746
- Le Duc de Surrey,1746
- Les Valets maîtres, 1748
- La Péruvienne, 1748
- Le Retour de la paix, 1749
- La Comète, 1749
- Le Prix du silence, 1751
- La Frivolité, 1753
- Programme d'Eugénie, ou des Effets de l'amour, 1753
- Le Maire de village, 1753

Outros
- L'Élève de Terpsichore, ou le Nourrisson de la satire, 1718
- Les Filles femmes et les femmes filles, ou le Monde changé, conte qui n'en est pas un. Les Quinze minutes ou le Temps bien employé, conte d'un quart d'heure, 1751

## Referência biográfica
- Jean le Rond D'Alembert, “Éloge de Boissy” em Obras completas de d'Alembert, Paris, Belin e Bossange, t. 3, 1r parte, 1821, p. 507-521